# Nicolaas Heinsius mladší
Nicolaas Heinsius mladší, také Nicolaes, Nicolas, Nikolaus, (1656, Den Haag – 12. ledna 1718 Culemborg v nizozemské provincii Gelderland), byl nizozemský spisovatel a lékař.

## Život a dílo
Nicolaas Heinsius patřil do známé umělecké rodiny Heinsiů (otec Nicolaas byl známým básníkem, děd Daniel Heinsius básník a literární kritik), která sehrála v Nizozemí v době baroka významnou úlohu. Vedl dobrodružný cestovatelský život (navštívil Polsko, Rusko, Švédsko, Itálii apod.), byl osobním lékařem švédské královny Kristíny (jeho otec působil ve Stockholmu jako nizozemský vyslanec) a braniborského kurfiřta, působil na řadě míst v Říši i v papežském Římě či toskánské Florencii.Během svého života konvertoval ke katolictví.

## Dílo
K jeho nejznámějším pracím patřila kniha „Zeug-Hauß der Gesundheit, darin zu finden vortrefliche Geheimniße, wider das Podagra, Gicht, Schwindsucht, Stein, fallende Seuche, Wassersucht, Venus-Kranckheiten, und andere schwere Zufälle…“, kterou sepsal v době své služby na dvoře v říšském knížectví Jülich – Cleve. Tento lékařský tisk pojednával o nejčastějších chorobách vyšší společnosti jeho doby. V prvé řadě šlo o podagru (dnu), tuberkulózu, ledvinové kameny, vodnatelnost apod. Na konci svého života se Heinsius vrátil zpět do Nizozemí. V Culemburgu sepsal své nejslavnější dílo „Den vermakelijken Avanturier“, obsahující řadu autobiografických prvků. Toto dílo zaznamenalo mezinárodní ohlas a bylo přeloženo do francouzštiny, italštiny, němčiny a angličtiny.